# Assembleia Nacional das Seychelles
A Assembleia Nacional das Seychelles (em francês: Assemblée nationale, em crioulo: Lasanble Nasyonal) é o órgão legislativo unicameral de Seychelles.

## Antecedentes
A atual Assembleia Nacional foi precedida pelo Conselho Legislativo de Seychelles de 1962 a 1970, pela Assembleia Legislativa de 1970 a 1974, pela Câmara dos Deputados de 1975 a 1976, pela Assembleia Nacional de 1976 a 1977 e pela Assembleia Popular de 1979 a 1993.
Ela é composta por 26 membros  eleitos em círculos eleitorais uninominais usando o sistema de maioria simples e outros 9 membros restantes são eleitos por meio de um sistema de representação proporcional. Os membros servem mandatos de cinco anos.
O idioma de trabalho da Assembleia Nacional é o crioulo seichelense. Com permissão do presidente, os membros podem se dirigir à assembleia em inglês ou francês. Os visitantes podem se dirigir à assembleia em outros idiomas com a permissão do presidente do legislativo.